# Östra och Västra Kyrksundet
Östra Kyrksundet och Västra Kyrksundet är två intill varandra liggande insjöar i Sunds kommun på Åland. De är förbundna genom den knappt 200 meter långa Strömmen (Bromansströmmen), en grävd kanal. 
Bortsett från glon Vandöfjärden är Östra Kyrksundet Ålands största insjö, både till areal och volym. Dess yta är 200 hektar medan Västra Kyrksundet är 59,5 hektar. Maxdjupet i bägge är cirka 20 meter. Den sammanlagda strandlinjen är 20,76 km.
Avrinningen sker från Västra Kyrksundet genom Kloströmmen, en cirka 500 meter lång kanal, till Slottssundet, en vik av innanfjärden Lumparn. Kanalen förstorades 1932 för att skapa en båtled till havet.
Följande byar gränsar mot sjöarna och är delägare i dem:
- Västra Kyrksundet: Kastelholm, Jussböle, Sundby, Lappböle och Prästgården.
- Östra Kyrksundet: Prästgården, Björby, Lövvik, Brändbolstad, Gunnarsby, Strömbolstad, Persby, Sibby och Träsk.[5]

År 2011 valdes Östra och Västra Kyrksundet genom en omröstning arrangerad av Finlands miljöcentral till Ålands landskapssjö.

## Sjöarnas tillkomst
På medeltiden, i alla fall under dess äldre del, var Kyrksundet segelbar i hela dess längd. Invånarna i de kringliggande byarna kunde sjövägen nå havet via Lumparn. Men landhöjningen snörde av den långsmala viken på två ställen, vid Sunds kyrka och vid Kastelholms slott, och insjöarna Östra och Västra Kyrksundet bildades, först den östra och senare den västra. Sjöarnas avrinning skedde sedan genom två smala utflöden (strömmar på åländska), Bromansströmmen vid kyrkan och Kloströmmen vid Kastelholms slott.
Kyrksundets övergång från långsmal havsvik till två insjöar var en lång process, som torde ha inletts under tidig medeltid och inte avslutades förrän många hundra år senare. Ännu enligt en karta från mitten av 1600-talet verkar vattnet kunna strömma fritt fram och tillbaka genom det som senare blev Kloströmmen vid Kastelholm och en bro är utritad på platsen.

## Motorbåtskanalen
I början av 1930-talet rensades och förstorades Kloströmmen och Bromansströmmen. Den gamla båtleden från Östra Kyrksundet ut till havet återskapades. Motorbåtstrafik inriktad på turister inleddes. Eldsjäl i satsningen var turistföretagaren och bonden Karl Karlsson (1877–1954) på Norrgårds i Strömbolstad som från 1934 drev trafiken med den egenbyggda motorbåten Strömbolstad. Turisterna hämtades vid Jomalavik och fick en vacker båtfärd genom Slottssundet med visning av Kastelholms slott, vidare genom Västra och Östra Kyrksunden, förbi Sunds kyrka och med Strömbolstad som slutmål där förplägnad väntade. Sedan återvände de till Mariehamn med buss. Satsningen utvecklades väl ända till kriget 1939 satte stopp för alla turistresor till Åland.
Tillkomsten av kanalen i Kloströmmen ledde till en sänkning av vattennivån i sjöarna med ungefär en halvmeter och att saltvatten lättare kunde tränga in i Västra Kyrksundet. Åren 1978–1979 ändrades förhållandena i sjön radikalt. Kontakten med havet stängdes med en dammlucka, salthalten sjönk och vattenståndet stabiliserades.
Kanalen vid Bromansströmmen finns kvar, men är numera tämligen igenväxt och oframkomlig för båttrafik.